# Daniel
Daniel este un nume masculin și un prenume de origine ebraică. Înseamnă „Dumnezeu este judecătorul meu”, și provine de la două figuri biblice timpurii, primul dintre ei fiind Daniel din Cartea lui Daniel. Este un nume comun pentru bărbați, și este, de asemenea, utilizat ca nume de familie. Este și bază pentru diverse derivate de nume și prenume.
În timp ce cel mai bine cunoscut Daniel este eroul Cărții lui Daniel, erou care interpretează visuri și primește viziuni apocaliptice, Biblia menționează alți trei indivizi cu acest nume:
1. Cartea lui Ezechiel (14:14, 14:20 și 28:3) se referă la un Daniel legendar pentru înțelepciunea și dreptatea sa. În versetul 14:14, Ezechiel afirmă despre țara păcătoasă a Israelului „chiar dacă Noe, Daniel și Iov ar fi în mijlocul ei, viu sunt Eu, zice Stăpânul Domn, că ei nu i-ar putea scăpa nici pe fiu, nici pe fiică, ci, prin dreptatea lor, și-ar putea scăpa numai sufletele lor.” În capitolul 28, Ezechiel beștelește regele Tirului, întrebând retoric „ești tu mai înțelept ca Daniel?”[4] Autorul Cărții lui Daniel pare să fi preluat acest personaj legendar, renumit pentru înțelepciunea lui, pentru a servi drept personajul său omenesc central.[5]
2. Ezra 8:2 menționează un preot numit Daniel care a venit din Babilon la Ierusalim cu Ezra.[4]
3. Daniel este un fiu al lui David menționat în 1 Cronici 3:1.

## Variante
Numele a evoluat în peste 100 de grafii diferite în țări din întreaga lume. Porecle ca Dan, Danny sunt comune atât în limba engleză și ebraică, deși, în unele cazuri, "Dan" poate fi nume complet, mai degrabă decât o poreclă. Numele de "Daniil" (Даниил) este comun în Rusia. Versiunile feminine Danielle, Danièle, Daniela, Dani, Dănița, Dănuța sunt predominante. Numele olandeze Dan și Daniël sunt, de asemenea, variații de la Daniel. Există și un nume de familie dezvoltat ca un patronimic: Daniels. Alte nume de familie derivate din Daniel sunt McDaniel și Danielson.